# Magdalena George
Magdalena George (* 9. Oktober 1924 in Sabel; † 8. April 1986 in Leipzig) war eine deutsche Kunsthistorikerin.

## Leben
Magdalena George wurde als Tochter des Landarbeiters Hermann Hamsch und dessen Ehefrau Hedwig, geborene Münzer als ältestes von sechs Kindern geboren. Von 1931 bis 1939 besuchte sie die Volksschule in Rabsen, Landkreis Glogau. Anschließend war sie zwei Jahre im Dienst als Hausangestellte bei einem Rittergutsbesitzer in Rabsen. Danach war sie als Kindergartenhelferin und Kindergartenleiterin tätig. Im Jahr 1944 begann sie eine Ausbildung zur Krankenschwester in Waldenburg und siedelte 1945 nach Sachsen um, wo sie ihre Ausbildung in Wurzen beendete. Von 1946 bis 1947 nahm sie an einem Vorbereitungskurs für die Arbeiter- und Bauernfakultät teil. Anschließend folgte das Studium der Kunstgeschichte an der Universität Leipzig, das sie 1953 abschloss. Im selben Jahr heiratete sie den Behördenangestellten Hans George. Von 1954 bis 1957 war Magdalena George Lektorin im VEB E. A. Seemann Kunstverlag Leipzig und anschließend wissenschaftliche Assistentin an der Karl-Marx-Universität Leipzig, Institut für Kunstgeschichte. Während dieser Zeit promovierte sie zum Dr. phil. mit einer Dissertation über den Bildhauer Richard Scheibe. Ab 1962 war George vorwiegend freiberuflich für staatliche und gesellschaftliche Auftraggeber tätig. 1966 nahm sie eine befristete Tätigkeit am Museum für Geschichte der Stadt Leipzig auf und von 1969 bis 1970 war sie Mitarbeiterin beim Rat der Stadt Leipzig, Abteilung Kultur. In den Jahren 1971 bis 1974 übte sie eine Honorartätigkeit im Auftrag der Akademie der Künste Berlin (Ost) zur Erarbeitung eines Werkverzeichnisses von Max Schwimmer aus und darauf folgend die Weiterführung der Arbeiten an dessen Nachlass im Auftrag des Rates der Stadt Leipzig. Sie richtete den Max-Schwimmer-Nachlass im Museum der bildenden Künste Leipzig ein und erarbeitete Publikationen zu Leben und Werk des Künstlers. Vorbereitung und Ausrichtung von Ausstellungen im In- und Ausland gehörten auch zu ihren Tätigkeiten. 1986 ist sie in Leipzig gestorben.